# 410 a.C.

## Eventos
- Mânio Emílio Mamercino e Caio Valério Potito Voluso, cônsules romanos.
- Batalha de Cízico - Alcibíades aniquila a armada Espartana
- Revolta Oligárquica em Corfu fracassa.
- Revolta dos colonos Ibéricos de Cartago.
- Democracia é restaurada em Atenas.
- Atenas recupera Tasos.

## Mortes
- Protágoras de Abdera, filósofo (n. 480 a.C., datas aproximadas)